# Keep On Movin' (5ive)
Keep On Movin' is een nummer van de Britse boyband 5ive uit 1999. Het is de tweede single van hun tweede studioalbum Invincible.
"Keep On Movin'" is een vrolijk nummer, met als boodschap om positief naar het leven te kijken, ook als het even tegen lijkt te zitten. Het nummer werd een hit in Europa. Zo behaalde het een nummer 1-notering in het Verenigd Koninkrijk, het thuisland van 5ive. Ook in het Nederlandse taalgebied bleek de plaat prima te werken, met een top 10-notering in zowel Nederland als Vlaanderen. In de Nederlandse Top 40 bereikte het de 3e positie, en in de Vlaamse Ultratop 50 de 6e.